# Phobocampe alticollis
Phobocampe alticollis är en stekelart som först beskrevs av Thomson 1887.  Phobocampe alticollis ingår i släktet Phobocampe och familjen brokparasitsteklar. Inga underarter finns listade i Catalogue of Life.